# Neuchâtel

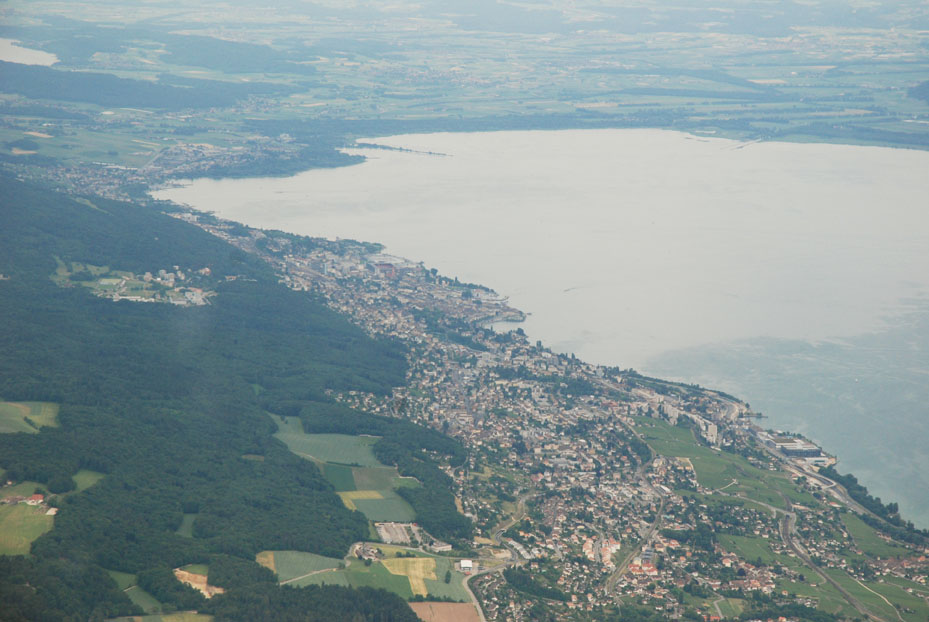
Vedere panoramică

Neuchâtel este un oraș din nord-vestul Elveției cu aproximativ 32.330 de locuitori. Orașul este un port al Lacului Neuchâtel și un oraș turistic.

## Învățământ
- Universitatea din Neuchâtel